# Marquesado de Santurce

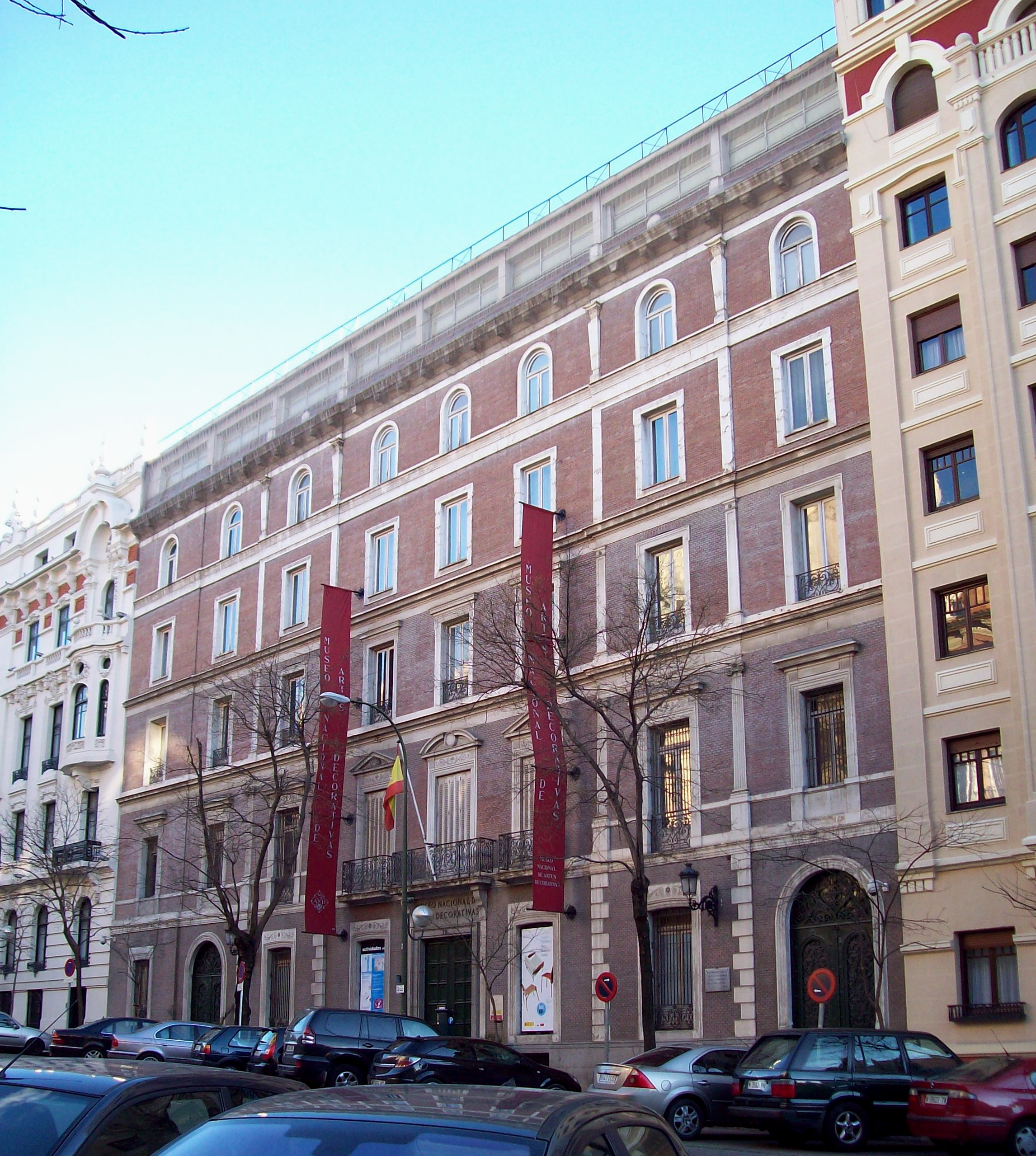
Casa-palacio de la duquesa de Santoña, en Madrid. Actualmente, y desde 1932, Museo Nacional de Artes Decorativas. Declarado patrimonio histórico-artístico en 1962.

El marquesado de Santurce es un título nobiliario español creado por el rey Alfonso XII en favor de José Murrieta y del Campo, en mérito a sus «destacadas actividades industriales», mediante real decreto del 4 de junio de 1877 y real despacho expedido el 1 de octubre del mismo año. El nombre hace alusión a la localidad de Santurce, en la provincia de Vizcaya.
El I marqués, José Murrieta y del Campo, solo tuvo una hija, Clara Murrieta Bellido, que al casarse con Juan Manuel Mitjans y Manzanedo, II duque de Santoña y III marqués de Manzanedo, aportó el título de marqués de Santurce a la familia Mitjans, cuyos miembros lo han obstentado desde entonces hasta nuestros días.

## Marqueses de Santurce
|                          | Titular                                           | Periodo                  |
| Creación por Alfonso XII | Creación por Alfonso XII                          | Creación por Alfonso XII |
| ------------------------ | ------------------------------------------------- | ------------------------ |
| I                        | José Murrieta y del Campo                         | 1877-1915                |
| II                       | Juan Manuel Mitjans y Murrieta                    | 1921-1953                |
| III                      | Juan Manuel Mitjans y López de Carrizosa y Martel | 1953-¿?                  |
| IV                       | Juan Manuel Mitjans y Domecq                      | ¿?-2004                  |
| V                        | Álvaro Mitjans y Basa                             | 2004-hoy                 |

## Historia de los marqueses de Santurce
- José Murrieta y del Campo del Mello (1834-Londres, 11 de agosto de 1915), I marqués de Santurce.[1]

Casó con Jesusa Bellido y tuvo como única hija a Clara Murrieta Bellido, quien casó con Juan Manuel Mitjans y Manzanedo, II duque de Santoña y III marqués de Manzanedo. El hijo de ambos, y por tanto nieto del primer titular, sucedió el 25 de abril de 1921:
- Juan Manuel Mitjans y Murrieta, II marqués de Santurce, III duque de Santoña, II conde del Rincón, caballero gran cruz de la Orden de Beneficencia, gentilhombre de cámara del rey con ejercicio y servidumbre.[1]

Casó con María del Carmen López de Carrizosa y Martel, hija del II marqués del Mérito.  El 7 de julio de 1953, previo decreto del 21 de noviembre de 1952 (BOE del 2 de diciembre), le sucedió, por cesión, su hijo:
- Juan Manuel Mitjans y López de Carrizosa y Martel (1917-10 de abril de 1967), III marqués de Santurce, IV duque de Santoña.[4][1]

Casó con Consuelo Domecq González (1919-1995). El 7 de mayo de 1969, previa orden del 22 de octubre de 1968 para que se expida la correspondiente carta de sucesión (BOE del 6 de noviembre), le sucedió su hijo:
- Juan Manuel Mitjans y Domecq (Jerez de la Frontera, 1951), IV marqués de Santurce, IV duque de Santoña, V marqués de Mazanedo, IV conde del Rincón.[4]

Casó con María Cristina Basa Ybarra. El 26 de abril de 2004, previa orden del 12 de marzo del mismo año para que se expida la correspondiente carta de sucesión (BOE del 22 de abril), le sucedió, por cesión, su hijo:
- Álvaro Jaime Mitjans y Basa, V marqués de Santurce.